# Трухачёв, Евгений Александрович
Евгений Александрович Трухачёв (род. 5 декабря 1950) — советский хоккеист, нападающий. Тренер.

## Биография
Играл за команды «Химик» Воскресенск (1967/68 — 1970/71, 1974/75), «Сатурн» Раменское (1971/72), «Апатитстрой» (Апатиты, 1972/73 — 1973/74, 1974/75, 1975/76 — 1977/78), СКА МВО Калинин (1973/74), «Станкостроитель» Рязань (1977/78 — 1983/84).
Бронзовый призёр чемпионата СССР 1969 - 1970 года в составе воскресенского "Химика" - 42 матча, 10 заброшенных шайб.
Всего на уровне команд мастеров забросил более 300 шайб. 
Серебряный призёр хоккейного турнира зимней Универсиады 1970 года.
В 1982—1988 годах — тренер «Станкостроителя». Главный тренер «Станкостроителя» / «Вятича» (1988 — октября 1991). Тренер «Вятича» (октябрь 1991—1994). Главный тренер «Вятича-2» (1997/98), «Вятича» (2000/01).
В сезоне 1992-1993 под его руководством "Вятич" занял пятое место в открытом чемпионате России - наивысшее достижение в истории рязанского хоккея.
Чемпион Рязанской области 1994-1995 (играющий тренер).